# Renascimento romântico

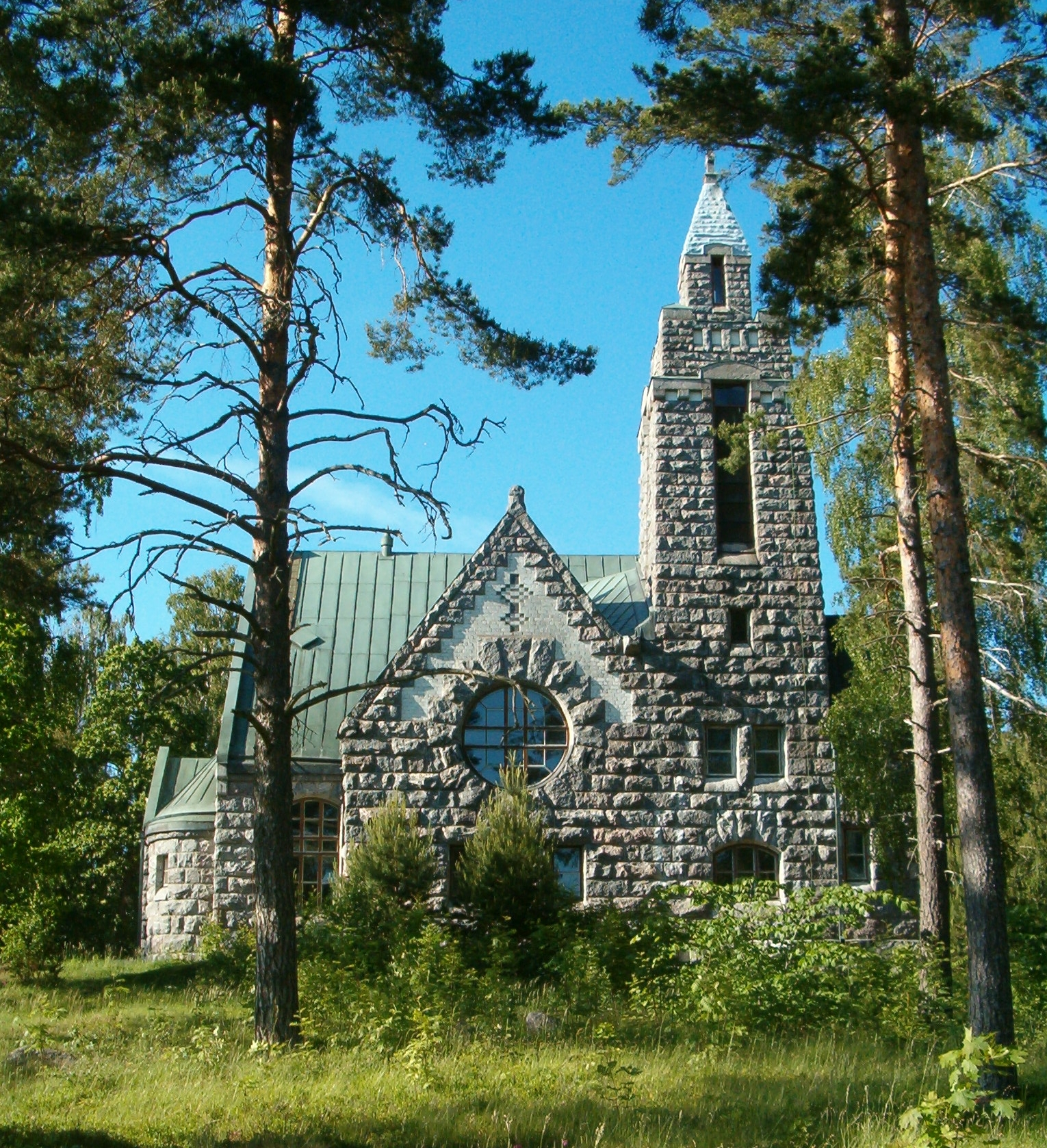
Projetado no renascimento nórdico-gótico do estilo nacional romântico

O Renascimento romântico ou ressurgimento romântico refere-se ao ressurgimento do interesse nos períodos anteriores, principalmente na literatura, no final do século XVIII e início do século XIX, que deu origem ao movimento romântico. Esta revitalização da cena musical foi provocada por vários músicos que tinham sido treinados no estilo antigo e um número menor de musicólogos e executivos da companhia de música que estavam interessados em composições viáveis que haviam sido excluídas do cânone, bem como formas mais flexíveis e expressivas de realização.